# Lougres
Lougres /luɡʁ/ è un comune francese di 780 abitanti situato nel dipartimento del Doubs nella regione della Borgogna-Franca Contea.

## Società

### Evoluzione demografica
Abitanti censiti